# Theo Willems
Theodorus B. Willems (* 22. Februar 1891 in Uden, Nordbrabant; † 12. April 1960 in Bakel) war ein niederländischer Bogenschütze.
Willems nahm an den Olympischen Spielen 1920 in Antwerpen teil und gewann mit der Mannschaft eine Goldmedaille im Wettbewerb Bewegliches Vogelziel, 28 Meter. Sein Heimatverein war De Unie, Veghel.